# Mediocalcar decoratum
Mediocalcar decoratum är en orkidéart som beskrevs av André Schuiteman. Mediocalcar decoratum ingår i släktet Mediocalcar och familjen orkidéer. Inga underarter finns listade i Catalogue of Life.

## Bildgalleri

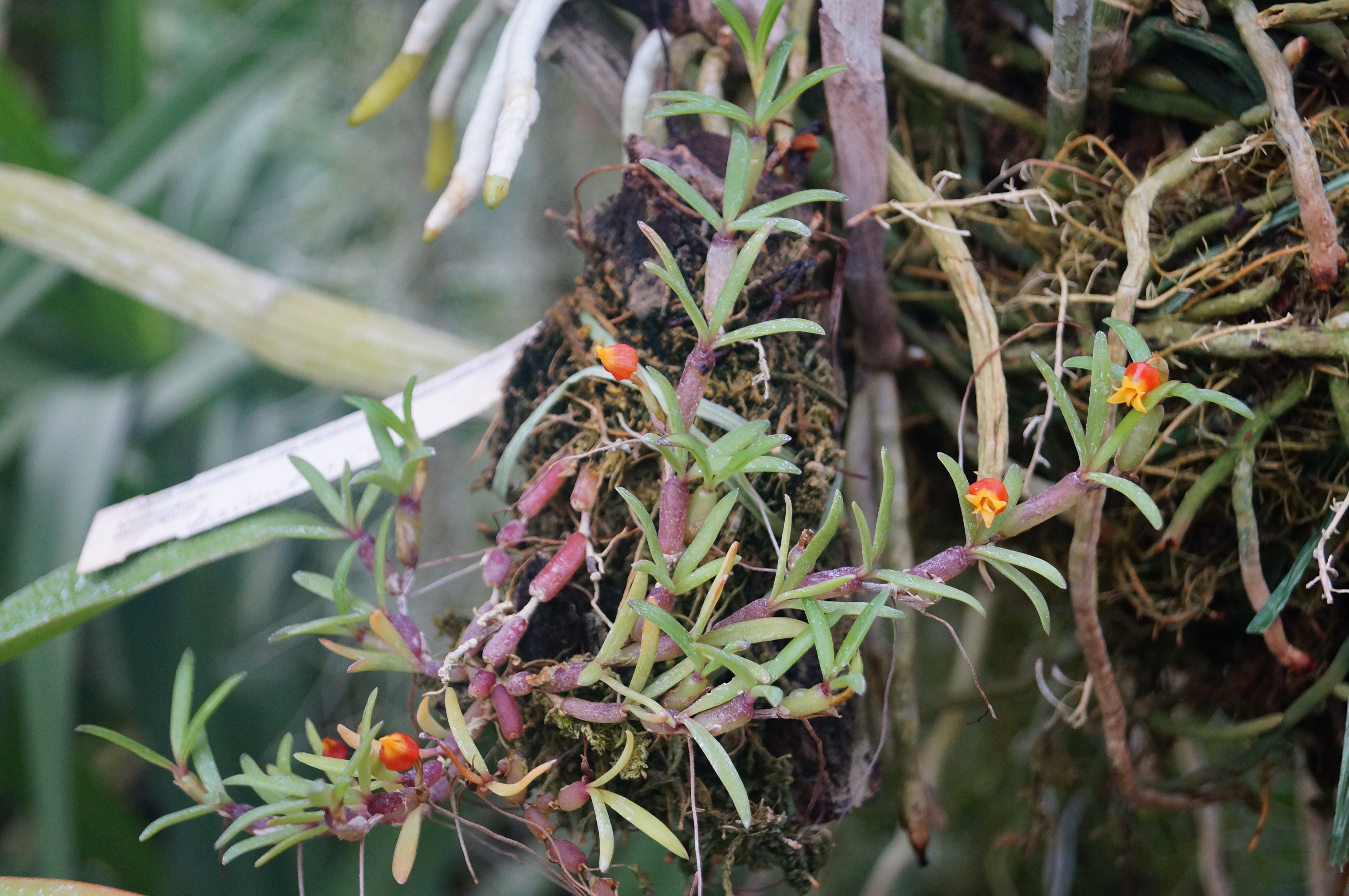
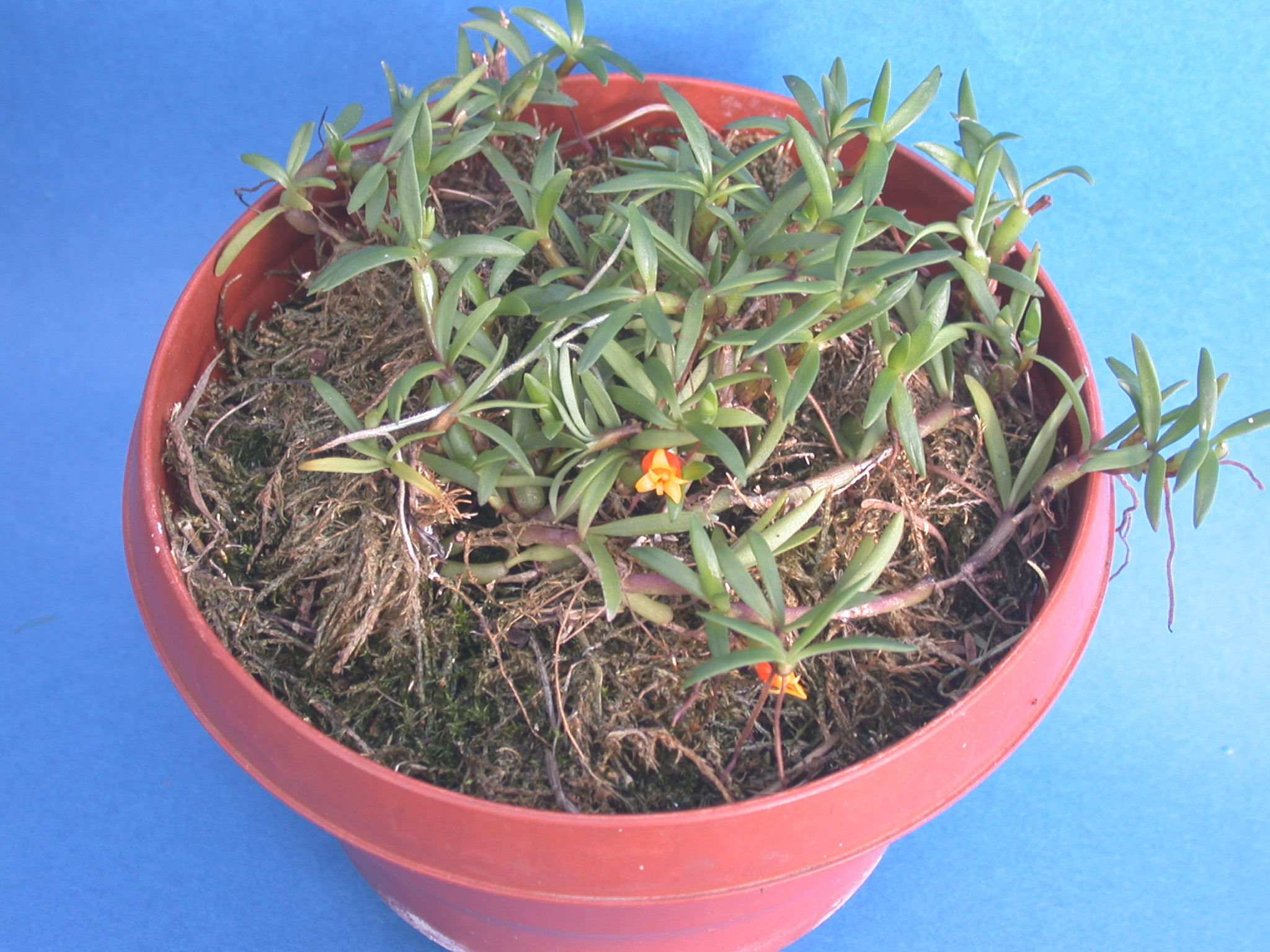